# Обстріл росіянами цивільного судна «Верещагино»
Обстріл цивільного судна «Верещагино» — інцидент який стався 24 квітня 2000 року коли розрахунок 854-го берегового ракетного полку Чорноморського флоту Росії здійснив обстріл українського цивільного судна «Верещагино» проєкту 502ЕМ, з практичної (навчальної) протикорабельної ракети П-35Б в акваторії Чорного моря.

## Послідовність подій
24 квітня 2000 року науково-дослідне судно «Верещагино» рухалось з Босфору у пункт призначення порт Скадовську.
В той самий час, полк Чорноморського флоту Росії проводив стрільби, з мису Херсонес у Севастополі на Кримському півострові, з берегового ракетного комплексу 4К44 «Редут». Випущена практична протикорабельна ракета П-35Б пролетіла 150 км та близько 13:25 влучила в правий борт судна «Верещагино» біля ілюмінатора каюткампанії капітана і вийшла з іншої сторони.
З правого борту утворилась пробоїна радіусом у 2 метри, а з лівого, де вийшла ракета, — 4 метри.
В момент влучання ракети весь екіпаж окрім електромеханіка, а це 16 осіб, та ще 5 пасажирів знаходилось на кампузі де проводився обід.
В цей час 37-річний електромеханік Вадим Пономаренко знаходився на посту. Після влучання практичної ракети в судно, Пономаренко отримав численні уламкові поранення тулуба, верхніх та нижніх кінцівок, уламковий перелом фаланг двох пальців на руці, дві рвані рани правої голені.
Після цього впродовж 40 хвилин українське цивільне судно в радіоефірі передавало сигнали катастрофи та рухалось в напрямку кримського узбережжя до Південної військово-морської бази ВМС ЗС України в Донузлаві.
За цей час сигнал прийняв український береговий радіотехнічний пост Державної прикордонної служби, котра своєю чергою сповістила всі кораблі та судна у районі про подію.
Через три години сорок п'ять хвилин (о 16:45) до українського судна прибув ракетний катер Р-71 «Шуя» Чорноморського флоту Росії. Він забрав постраждалого та доправив його у військовий госпіталь ВМС ЗС України у селищі Новоозерне.
У госпіталі Південного морського району ВМС ЗС України пораненому Пономаренку була надана первинна хірургічна допомога. Після, пізно ввечері, його доправили до військово-морського госпіталю Чорноморського флоту ім. Пирогова.
Згодом до «Верещагино» підійшов ракетний катер Р-239 Чорноморського флоту для надання технічної допомоги, проте екіпаж українського судна відмовився та своїм ходом дісталось до пункту призначення порту Скадовськ наступного дня 25 квітня 2000 року.

## Розслідування інциденту
Командування Чорноморського флоту Росії поклало вину за інцидент на капітана корабля, який зайшов у район стрільб. Перший заступник начальника Чорноморського флоту віцеадмірал Алєксандр Цубін, який на момент події керував силами закриття району виконання ракетних стрільб кораблями та береговими військами, виказав протест щодо пред'явлення будь-яких претензій у зв'язку з ракетним обстрілом.
За свідченнями екіпажу та командира «Верещагино» — жодних попереджень вони не отримували. Також за допомогою навігаційної РЛС не бачили жодне судно в радіусі 60 миль від себе. Водночас сам закритий район був під охороною 13 плавзасобів Чорноморського флоту Росії, які мали не допустити заходження будь-яких суден в район.